# シュトラウス (競走馬)
シュトラウス（欧字名:Strauss、2021年1月24日 - ）は、日本の競走馬。主な勝ち鞍に2023年の東京スポーツ杯2歳ステークス。
馬名は、独語の「花束（Blumenstrauss）」に由来する。母名より連想。

## 経歴

### 2023年（2歳）
6月3日東京芝1600mの2歳新馬戦でダミアン・レーンを背に1番人気で出走。道中2番手追走から3コーナーで先頭に躍り出ると最後は後続に9馬身差をつけデビュー戦を飾った。4か月の休養を挟んで、10月7日に行われたサウジアラビアロイヤルカップでは道中折り合いを欠きながら4番手で追走し最後の直線で脚を伸ばしたがゴンバデカーブースの3着に敗退した。11月18日の東京スポーツ杯2歳ステークスでは好位の3番手でレースを進め、直線半ばで抜け出すと最後はシュバルツクーゲルに1馬身半差をつけ重賞初制覇となった。
続いて、初のGI挑戦として12月17日の朝日杯フューチュリティステークスに出走。1984年のグレード制導入後、1度も勝ち馬が出ていない大外枠ではあったが、ジャンタルマンタルに次ぐ2番人気に支持された。レースはスタートで出遅れるも、徐々に盛り返して向こう正面からハナに立った。そのまま先頭で直線を迎えたが、ジャンタルマンタルに並ばれると後続にも次々と抜かれ、期待を大幅に裏切る10着に大敗。以前から指摘されていた気性面の課題が露呈する結果となった。

### 2024年（3歳）
3月16日のファルコンステークスより始動。終始行きたがる様子を見せつつも最後方を進み、直線で抜群の伸びを見せたが、進路を塞がれ9着に終わった。

## 競走成績
以下の内容は、JBISサーチおよびnetkeiba.comに基づく。
| 競走日     | 競馬場 | 競走名           | 格   | 距離（馬場）  | 頭 数 | 枠 番 | 馬 番 | オッズ （人気） | 着順 | タイム （上り3F） | 着差 | 騎手          | 斤量 [kg] | 1着馬（2着馬）         | 馬体重 [kg] |
| ---------- | ------ | ---------------- | ---- | ------------- | ----- | ----- | ----- | --------------- | ---- | ----------------- | ---- | ------------- | --------- | ---------------------- | ----------- |
| 2023.06.03 | 東京   | 2歳新馬          |      | 芝1600m（不） | 9     | 8     | 8     | 001.40（1人）   | 01着 | R1:36.9（34.5）   | -1.5 | 0D.レーン     | 55        | （ショウナンマントル） | 504         |
| 0000.10.07 | 東京   | サウジアラビアRC | GIII | 芝1600m（良） | 9     | 1     | 1     | 002.80（2人）   | 03着 | R1:33.7（34.3）   | -0.3 | 0C.ルメール   | 56        | ゴンバデカーブース     | 514         |
| 0000.11.18 | 東京   | 東スポ杯2歳S     | GII  | 芝1800m（良） | 10    | 7     | 7     | 005.80（4人）   | 01着 | R1:46.5（34.9）   | -0.3 | 0J.モレイラ   | 56        | （シュバルツクーゲル） | 520         |
| 0000.12.17 | 阪神   | 朝日杯FS         | GI   | 芝1600m（良） | 17    | 8     | 17    | 003.90（2人）   | 10着 | R1:34.6（36.2）   | -0.8 | 0T.マーカンド | 56        | ジャンタルマンタル     | 510         |
| 2024.03.16 | 中京   | ファルコンS      | GIII | 芝1400m（良） | 17    | 3     | 5     | 007.00（3人）   | 09着 | R1:21.0（34.1）   | -0.8 | 0北村宏司     | 57        | ダノンマッキンリー     | 520         |
| 0000.05.05 | 東京   | NHKマイルC       | GI   | 芝1600m（良） | 18    | 7     | 13    | 027.20（9人）   | 16着 | R1:34.0（34.1）   | -1.6 | 0北村宏司     | 57        | ジャンタルマンタル     | 518         |
| 0000.06.23 | 東京   | パラダイスS      | L    | 芝1400m（稍） | 16    | 5     | 9     | 007.10（3人）   | 06着 | R1:21.8（34.3）   | -0.7 | 0杉原誠人     | 53        | オーキッドロマンス     | 518         |
| 0000.11.10 | 東京   | オーロC          | L    | 芝1400m（良） | 18    | 7     | 14    | 009.90（5人）   | 02着 | R1:20.7（34.3）   | -0.0 | 0北村宏司     | 56        | ゴールデンシロップ     | 526         |
| 2025.02.01 | 東京   | 白富士S          | L    | 芝2000m（良） | 13    | 4     | 5     | 005.50（2人）   | 01着 | R1:59.1（34.3）   | -0.2 | 0北村宏司     | 56        | （マイネルモーント）   | 524         |
| 0000.05.10 | 東京   | エプソムC        | GIII | 芝1800m（稍） | 18    | 1     | 2     | 005.70（3人）   | 13着 | R1:45.5（36.7）   | -1.6 | 0北村宏司     | 57        | セイウンハーデス       | 524         |
| 0000.08.10 | 中京   | CBC賞            | GIII | 芝1200m（良） | 17    | 3     | 5     | 012.00（4人）   | 03着 | R1:07.5（32.6）   | -0.1 | 0杉原誠人     | 57        | インビンシブルパパ     | 534         |

- 競走成績は2025年8月10日現在

## 血統表
| シュトラウスの血統              | シュトラウスの血統                                           | シュトラウスの血統                                           | （血統表の出典）                                             | （血統表の出典）    |
| 父系                            | ロベルト系                                                   | ロベルト系                                                   | ロベルト系                                                   | [ § 2 ]             |
| 父 モーリス 2011 鹿毛           | 父の父スクリーンヒーロー 2004 栗毛                           | *グラスワンダー                                              | Silver Hawk                                                  | Silver Hawk         |
| 父 モーリス 2011 鹿毛           | 父の父スクリーンヒーロー 2004 栗毛                           | *グラスワンダー                                              | Ameriflora                                                   |                     |
| 父 モーリス 2011 鹿毛           | 父の父スクリーンヒーロー 2004 栗毛                           | ランニングヒロイン                                           | *サンデーサイレンス                                          | *サンデーサイレンス |
| 父 モーリス 2011 鹿毛           | 父の父スクリーンヒーロー 2004 栗毛                           | ランニングヒロイン                                           | ダイナアクトレス                                             |                     |
| 父 モーリス 2011 鹿毛           | 父の母メジロフランシス 2001 鹿毛                             | カーネギー                                                   | Sadler's Wells                                               | Sadler's Wells      |
| 父 モーリス 2011 鹿毛           | 父の母メジロフランシス 2001 鹿毛                             | カーネギー                                                   | Detroit                                                      |                     |
| 父 モーリス 2011 鹿毛           | 父の母メジロフランシス 2001 鹿毛                             | メジロモントレー                                             | *モガミ                                                      | *モガミ             |
| 父 モーリス 2011 鹿毛           | 父の母メジロフランシス 2001 鹿毛                             | メジロモントレー                                             | メジロクインシー                                             |                     |
| 母 ブルーメンブラット 2003 鹿毛 | 母の父アドマイヤベガ 1996 鹿毛                               | *サンデーサイレンス                                          | Halo                                                         | Halo                |
| 母 ブルーメンブラット 2003 鹿毛 | 母の父アドマイヤベガ 1996 鹿毛                               | *サンデーサイレンス                                          | Wishing Well                                                 |                     |
| 母 ブルーメンブラット 2003 鹿毛 | 母の父アドマイヤベガ 1996 鹿毛                               | ベガ                                                         | *トニービン                                                  | *トニービン         |
| 母 ブルーメンブラット 2003 鹿毛 | 母の父アドマイヤベガ 1996 鹿毛                               | ベガ                                                         | *アンティックヴァリュー                                      |                     |
| 母 ブルーメンブラット 2003 鹿毛 | 母の母*マイワイルドフラワー 1986 鹿毛                        | Topsider                                                     | Northern Dancer                                              | Northern Dancer     |
| 母 ブルーメンブラット 2003 鹿毛 | 母の母*マイワイルドフラワー 1986 鹿毛                        | Topsider                                                     | Drumtop                                                      |                     |
| 母 ブルーメンブラット 2003 鹿毛 | 母の母*マイワイルドフラワー 1986 鹿毛                        | Wildwook                                                     | Sir Gaylord                                                  | Sir Gaylord         |
| 母 ブルーメンブラット 2003 鹿毛 | 母の母*マイワイルドフラワー 1986 鹿毛                        | Wildwook                                                     | Blue Canoe                                                   |                     |
| 母系(F-No.)                     | (FN:4-m)                                                     | (FN:4-m)                                                     | (FN:4-m)                                                     | [ § 3 ]             |
| 5代内の近親交配                 | サンデーサイレンス 4×3=18.75%、Northern Dancer 4×5・5=12.50% | サンデーサイレンス 4×3=18.75%、Northern Dancer 4×5・5=12.50% | サンデーサイレンス 4×3=18.75%、Northern Dancer 4×5・5=12.50% | [ § 4 ]             |
| 出典                            | 1. 2. 3. 4.                                                  | 1. 2. 3. 4.                                                  | 1. 2. 3. 4.                                                  | 1. 2. 3. 4.         |

- 母ブルーメンブラットは2008年のマイルチャンピオンシップ、府中牝馬ステークス勝ち馬。
- 母父アドマイヤベガは1999年の東京優駿勝ち馬。
- 叔父に2008年北海道スプリントカップ勝ち馬のジョイフルハートがいる。
- そのほかの近親にホークビル、コジーン、テイエムオペラオーなど。詳細はポーテージ_(競走馬)#主な牝系図を参照。